# Daniel Sánchez Arévalo
Daniel Sánchez Arévalo (Madrid, 24 de junho 1970) é um roteirista, diretor de cinema e produtor espanhol.

## Prémios
- Festival de cine cómico de Montecarlo[1]
- Prémio especial do júri no Festival de Cinema Espanhol (Málaga - 2007)[1]